# Marco Común de Evaluación
El Marco Común de Evaluación (CAF, siglas en inglés de Common Assessment Framework) es un modelo organizativo destinado a obtener un rápido diagnóstico organizativo para, a partir de este, elaborar un plan de acción con el objetivo de lograr organizaciones públicas excelentes. Este modelo fue el resultado de la cooperación entre los ministros responsables de Administración Pública de la Unión Europea. En la Primera Conferencia Europea de Calidad para las Administraciones Públicas, celebrada en Lisboa en mayo de 2000, se presentó una versión piloto del CAF cuya experiencia en su implantación y uso ha servido de base a la versión actual.
El CAF está especialmente diseñado para el sector público ya que contempla aspectos como el liderazgo político y los ciudadanos. Se diseñó para que las organizaciones públicas de Europa comenzasen a utilizar técnicas de Gestión de Calidad para mejorar su rendimiento. El CAF proporciona un modelo sencillo y fácil de usar, apropiado para que las organizaciones del sector público lleven a cabo una autoevaluación.

## Propósitos principales
El CAF tiene cuatro propósitos principales:
1. Identificar las fortalezas y debilidades de la organización
2. Servir como herramienta introductoria para que los administradores públicos comiencen un proceso de mejora continua.
3. Crear la cultura de Calidad así como introducir los diferentes modelos que se usan en la gestión de calidad total (TQM).
4. Facilitar el benchmarking entre las organizaciones del sector público.

El CAF ha sido diseñado para que pueda utilizarse en todos los ámbitos del sector público, y tanto en la administración nacional o federal, como en la regional y local. 
Puede aplicarse en diferentes situaciones y circunstancias como, por ejemplo, formando parte de un programa sistemático de reforma o como base para orientar los esfuerzos de mejora en organizaciones del sector público. En algunos casos, y especialmente en organizaciones muy grandes, se pueden llevar a cabo autoevaluaciones en una parte de la organización, como puede ser una unidad o departamento.
Hasta la fecha se ha publicado una guías de utilización del CAF (disponible en la web de la EIPA) y en septiembre de 2006 se ha aprobado la versión 2006 del Modelo.

## Descripción del Modelo
La estructura del CAF está inspirada en el Modelo EFQM de Excelencia. Esta estructura de nueve casillas identifica los principales aspectos a considerar en el análisis de cualquier organización. Cada una de estas cajas contiene una lista de criterios. Los criterios identifican los principales aspectos de una organización que deben ser examinados cuando se realiza una evaluación.
El uso del CAF es libre y proporciona una potente herramienta de diagnóstico inicial para aquellas organizaciones que comienzan un proceso de mejora continua.